# Estelle Ondo
Pour les articles homonymes, voir Ondo (homonymie).
Estelle Ondo est une femme politique gabonaise. 4e vice-présidente de l'Union Nationale, parti politique Gabonais, elle est la Ministre de l'Économie forestière, de la pêche et de l'Environnement depuis octobre 2016.

## Biographie
Estelle Ondo est née le 17 novembre 1970 à Oyem, chef-lieu de la province du Woleu-Ntem.

## Carrière gouvernementale
Ex-vice-présidente du parti politique UN (Union nationale), elle est la ministre actuelle de l'Économie forestière, de la Pêche et de l'Environnement et est chargée de la protection et la gestion des écosystèmes au Gabon.

## Polémiques et affaires judiciaires
La carrière d'Estelle Ondo fut éclaboussée en octobre 2016 par une procédure disciplinaire intentée par l'Union nationale à son encontre, parti dont elle fut la vice présidente pendant quelques années et qui a soutenu Jean Ping, candidat aux précédentes élections présidentielles de 2016.
Sa nomination au poste de Ministre de l'Économie forestière, de la pêche et de l'environnement sous le mandat du président Ali Bongo Ondimba en a surpris plus d'un. Elle affirme par cette prise de position vouloir contribuer a la réunification du pays, inciter le peuple à la tolérance et favoriser la paix au Gabon.
Pendant son premier mandat, le président Ali Bongo Ondimba avait toujours repoussé l’idée du dialogue, proposé par l’opposition. Quelques semaines avant la présidentielle, il en a perçu la nécessité, précisant que cette rencontre serait sans exclusive et sans tabou. La logique voudrait donc que l’opposition puisse saisir cette occasion pour exiger les réformes nécessaires à l’alternance. Mon entrée dans ce gouvernement est ma façon de contribuer à mettre fin à la crise post-électorale. C’est ma façon d’appeler les extrémistes de tous bords à l’apaisement affirme-t-elle lors d'une interview donnée au journal Union sonapresse. 